# Milan Baroš
Milan Baroš (phát âm tiếng Séc: [ˈmɪlan ˈbaroʃ]; sinh ngày 28 tháng 10 năm 1981) là một cựu cầu thủ bóng đá Séc thi đấu ở vị trí tiền đạo.
Vào năm 2005, anh cùng Liverpool vô địch UEFA Champions League. Sau đó anh vô địch Ligue 1 cùng Lyon năm 2007, vô địch Cúp FA với Portsmouth năm 2008 và vô địch Thổ Nhĩ Kỳ với Galatasaray năm 2012. Anh có nhiều lần thi đấu cho Baník Ostrava và từng đá cho Aston Villa của Anh.
Baroš khoác áo Cộng hòa Séc 93 lần, ghi 41 bàn. Anh giành giải vua phá lưới Giải vô địch bóng đá châu Âu 2004, giải đấu mà Cộng hòa Séc vào tới bán kết. Với 41 bàn cho Cộng hòa Séc, anh là chân sút ghi nhiều bàn thắng thứ hai chỉ sau Jan Koller.
Ngày 3 tháng 7 năm 2020, Milan Baroš chính thức giã từ sự nghiệp thi đấu quốc tế sau 33 năm thi đấu chuyên nghiệp.

## Sự nghiệp câu lạc bộ

### Liverpool
Baroš gia nhập Liverpool năm 2002 và mang áo số 5. Mùa giải đầu tiên anh chỉ được ra sân 1 lần duy nhất. Đến mùa giải tiếp theo anh ghi được 12 bàn. Mùa giải 2003/2004, Baros chấn thương mắt cá chân nặng phải nghỉ thi đấu 6 tháng và chỉ ghi được 2 bàn cả mùa giải.
Sau khi giành danh hiệu vua phá lưới Euro 2004, Baros tiếp tục ở lại Liverpool dưới thời Rafael Benitez. Mùa giải 2004/2005, anh ghi được 13 bàn và cùng Liverpool giành danh hiệu vô địch UEFA Champions League khi đánh bại AC Milan trong trận chung kết. Tuy nhiên sau đó Baros phải rời câu lạc bộ khi nhiều tiền đạo khác chuyển đến như Peter Crouch từ Southampton.

### Aston Villa
Baroš chuyển đến Aston Villa với phí chuyển nhượng 6,5 triệu bảng Anh vào tháng 8 năm 2005 cùng bản hợp đồng 4 năm.. Tại đây anh mang áo số 10. Anh kết thúc mùa giải với 8 bàn thắng trong 25 trận và 3 bàn ở Cúp F.A., 1 bàn ở Cúp Liên đoàn.
Mùa giải tiếp theo Baroš thi đấu rất tệ. Đầu mùa giải anh được Martin O'Neill cho đá chính thức bên cạnh Juan Pablo Ángel nhưng anh sớm dính chấn thương và mất vị trí chính thức. Bàn thắng cuối cùng của Baros cho Aston Villa là bàn thắng vào lưới Manchester United tại Cúp F.A. trước khi anh chuyển đến Lyon theo bản hợp đồng trao đổi với John Carew.
Tại Aston Villa, Baroš ghi được 14 bàn sau 51 lần ra sân.

### Lyon
Ngày 22 tháng 1 2007, Baroš ký hợp đồng với Lyon và tại đây anh gặp lại huấn luyện viên cũ Gérard Houllier.
Đến mùa giải 2007/2008, Gérard Houllier ra đi và Alain Perrin trở thành huấn luyện viên trưởng Lyon. Trong 2 mùa bóng thi đấu cho Lyon (nửa cuối 2006/2007 và nửa đầu 2007/2008), Baros ghi được 7 bàn qua 24 lần ra sân. Trong thời gian thi đấu cho Lyon, anh còn gặp 1 rắc rối về pháp luật khi lái xe hơi quá tốc độ và bị cảnh sát Pháp bắt..

### Portsmouth
Ngày 27 tháng 1 2008, Milan hoàn tất hợp đồng cho mượn từ Lyon đến Portsmouth F.C cho đến hết mùa 2007/2008 với điều khoản Portsmouth có thể mua đứt anh với giá 7.000.000 . Baroš có trận đầu tiên với Portsmouth khi gặp Manchester United vào ngày 30 tháng 1 năm 2008.
Trong 16 trận ra sân cho Portsmouth, Baroš không ghi được bàn nào. Trận đấu cuối cùng tại mùa giải 2007/2008 là trận chung kết Cúp F.A. gặp Cardiff City tại sân Wembley khi anh vào sân thay Kanu vào phút 87 và cùng Portsmouth giành FA Cup lần đầu tiên.

### Galatasaray
Baroš chính thức chuyển đến thi đấu cho câu lạc bộ bóng đá Thổ Nhĩ Kỳ Galatasaray với hợp đồng 3 năm cùng phí chuyển nhượng 5.5 triệu € từ Lyon vào ngày 26 tháng 8 năm 2008. Anh có trận đầu tiên cho câu lạc bộ mới trong cuộc đối đầu Kayserispor, nhưng anh chỉ thi đấu 15 phút cuối trận.
Baroš có cú đúp đầu tiên tại UEFA Cup trong trận gặp đội bóng Thụy Sĩ Bellinzona ngày 18 tháng 12 năm 2008. 3 ngày sau đó, tại giải trong nước, anh tiếp tục ghi 2 bàn nữa trong cuộc đối đầu Kocaelispor, giúp Galatasaray giành chiến thắng 4-1.
Ngày 21 tháng 12 năm 2008, với 14 bàn thắng, Baroš đã dẫn đầu danh sách vua phá lưới tại Süper Lig trong đó có hat-trick vào lưới Beşiktaş giúp Galatasaray giành chiến thắng 4-2. Anh kết thúc mùa giải 2008-2009 bằng danh hiệu vua phá lưới với 20 bàn thắng.
Baroš bắt đầu mùa giải mới 2009-10 bằng cú đúp trong trận thắng 4-1 trước Kayserispor. Hai bàn thắng kế tiếp của anh đến vào ngày 13 tháng 9 trong trận Galatasaray giành chiến thắng 3-0 trước Beşiktaş.

### Antalyaspor
Ngày 11 tháng 6 năm 2013, anh gia nhập câu lạc bộ Thổ Nhĩ Kỳ Antalyaspor, bản hợp đồng có thời hạn 1 năm.

## Sự nghiệp đội tuyển quốc gia
Baroš được gọi vào đội tuyển quốc gia từ năm 2001. Tại Euro 2004, Baros ghi được 5 bàn vào lưới Latvia, Đức, Hà Lan và Đan Mạch để giành giải vua phá lưới Euro và nhận danh hiệu Chiếc giày vàng.
Tại World Cup 2006, chấn thương khiến anh vắng mặt ở 2 trận gặp Mỹ và Ghana. Anh chỉ xuất hiện trong trận cuối gặp Ý và thất bại 0-2 của Cộng hòa Séc khiến họ bị loại ngay vòng bảng.
Đến Euro 2008, Baroš tiếp tục được huấn luyện viên Karel Brückner gọi vào đội tuyển dù anh bị nhiều người chỉ trích vì phong độ của mình. Trận đầu tiên gặp Thụy Sĩ anh không được ra sân. Đến trận gặp Bồ Đào Nha anh được ra sân từ đầu nhưng không ghi được bàn thắng nào. Trong trận gặp Thổ Nhĩ Kỳ, Baroš không được thi đấu phút nào nhưng cũng bị lãnh một thẻ vàng vì lỗi phản ứng với trọng tài. Kết quả Séc thua 3-2 và bị loại khỏi giải ngày sau vòng đấu bảng.
Baroš sau đó đã bị nhận một án kỷ luật từ đội tuyển do một buổi nhậu nhẹt qua đêm cùng năm cầu thủ khác vào ngày 8 tháng 4 năm 2009. Tuy nhiên, tân huấn luyện viên trưởng đội tuyển Cộng hòa Séc Ivan Hašek đã gọi anh trở lại đội tuyển vào ngày 12 tháng 8, 2009. Anh đánh dấu sự trở lại bằng bàn thắng từ chấm phạt đền trong chiến thắng 3-1 trước Bỉ trong một trận giao hữu. Ngày 9 tháng 9, Baroš ghi được 4 bàn trong trận đấu gặp San Marino tại vòng loại World Cup 2010. Chung cuộc CH Séc thắng San Marino 7-0.
Ngay sau khi Cộng hòa Séc để thua 0-1 trước Bồ Đào Nha tại tứ kết Euro 2012, Milan Baroš đã quyết định giã từ sự nghiệp thi đấu quốc tế với 41 bàn thắng sau 93 trận đấu.

## Phong cách thi đấu
Baroš có biệt danh "Maradona xứ Ostravan" tại Cộng hòa Séc do có sự tương đồng với huyền thoại bóng đá người Argentina Diego Maradona. Anh được chú ý đặc biệt vì là một cầu thủ nhanh nhẹn với kỹ năng rê bóng tuyệt vời.

## Cuộc sống cá nhân
Milan Baroš đã kết hôn với Tereza Franková. Con trai của họ, Patrick, ra đời vào ngày 1 tháng 9 năm 2009.

## Thống kê sự nghiệp

### Câu lạc bộ
Tính đến 5 tháng 4 năm 2015
| Câu lạc bộ     | Mùa            | Giải quốc gia  | Giải quốc gia | Giải quốc gia | Cúp quốc gia | Cúp quốc gia | Cúp Liên đoàn | Cúp Liên đoàn | Châu Âu | Châu Âu | Tổng  | Tổng |
| Câu lạc bộ     | Mùa            | Hạng           | Trận          | Bàn           | Trận         | Bàn          | Trận          | Bàn           | Trận    | Bàn     | Trận  | Bàn  |
| -------------- | -------------- | -------------- | ------------- | ------------- | ------------ | ------------ | ------------- | ------------- | ------- | ------- | ----- | ---- |
| Baník Ostrava  | 1998–99        | Giải VĐ CH Séc | 6             | 0             | 0            | 0            | —             | —             | —       | —       | 6     | 0    |
| Baník Ostrava  | 1999–2000      | Giải VĐ CH Séc | 29            | 6             | 0            | 0            | —             | —             | —       | —       | 29    | 6    |
| Baník Ostrava  | 2000–01        | Giải VĐ CH Séc | 26            | 6             | 0            | 0            | —             | —             | —       | —       | 26    | 6    |
| Baník Ostrava  | 2001–02        | Giải VĐ CH Séc | 15            | 11            | 0            | 0            | —             | —             | —       | —       | 15    | 11   |
| Baník Ostrava  | Tổng           | Tổng           | 76            | 23            | 0            | 0            | —             | —             | —       | —       | 76    | 23   |
| Liverpool      | 2001–02        | Premier League | 0             | 0             | 0            | 0            | 0             | 0             | 1       | 0       | 1     | 0    |
| Liverpool      | 2002–03        | Premier League | 27            | 9             | 1            | 0            | 4             | 2             | 9       | 1       | 42[A] | 12   |
| Liverpool      | 2003–04        | Premier League | 13            | 1             | 1            | 0            | 0             | 0             | 4       | 1       | 18    | 2    |
| Liverpool      | 2004–05        | Premier League | 26            | 9             | 1            | 0            | 4             | 2             | 14      | 2       | 45    | 13   |
| Liverpool      | 2005–06        | Premier League | 2             | 0             | 0            | 0            | 0             | 0             | 0       | 0       | 2     | 0    |
| Liverpool      | Tổng           | Tổng           | 68            | 19            | 3            | 0            | 8             | 4             | 28      | 4       | 108   | 27   |
| Aston Villa    | 2005–06        | Premier League | 25            | 8             | 3            | 3            | 2             | 1             | —       | —       | 30    | 12   |
| Aston Villa    | 2006–07        | Premier League | 17            | 1             | 1            | 1            | 3             | 0             | —       | —       | 21    | 2    |
| Aston Villa    | Tổng           | Tổng           | 42            | 9             | 4            | 4            | 5             | 1             | —       | —       | 51    | 14   |
| Lyon           | 2006–07        | Ligue 1        | 12            | 4             | 0            | 0            | 1             | 0             | 1       | 0       | 14    | 4    |
| Lyon           | 2007–08        | Ligue 1        | 12            | 3             | 0            | 0            | 0             | 0             | 3       | 0       | 15    | 3    |
| Lyon           | Tổng           | Tổng           | 24            | 7             | 0            | 0            | 1             | 0             | 4       | 0       | 29    | 7    |
| Portsmouth     | 2007–08        | Premier League | 12            | 0             | 4            | 0            | 0             | 0             | —       | —       | 16    | 0    |
| Portsmouth     | Tổng           | Tổng           | 12            | 0             | 4            | 0            | 0             | 0             | —       | —       | 16    | 0    |
| Galatasaray    | 2008–09        | Süper Lig      | 31            | 20            | 0            | 0            | —             | —             | 9       | 5       | 40    | 25   |
| Galatasaray    | 2009–10        | Süper Lig      | 17            | 11            | 0            | 0            | —             | —             | 6       | 5       | 23    | 16   |
| Galatasaray    | 2010–11        | Süper Lig      | 17            | 9             | 0            | 0            | —             | —             | 2       | 2       | 19    | 11   |
| Galatasaray    | 2011–12        | Süper Lig      | 28            | 8             | 0            | 0            | —             | —             | —       | —       | 28    | 8    |
| Galatasaray    | 2012–13        | Süper Lig      | 0             | 0             | 0            | 0            | 0             | 0             | 0       | 0       | 0     | 0    |
| Galatasaray    | Tổng           | Tổng           | 93            | 48            | 0            | 0            | —             | —             | 17      | 12      | 110   | 60   |
| Baník Ostrava  | 2012–13        |                | 12            | 5             | 0            | 0            | —             | —             | —       | —       | 12    | 5    |
| Baník Ostrava  | Tổng           | Tổng           | 12            | 5             | 0            | 0            | —             | —             | —       | —       | 12    | 5    |
| Antalyaspor    | 2013–14        | Süper Lig      | 13            | 2             | 3            | 2            | —             | —             | —       | —       | 16    | 4    |
| Antalyaspor    | Tổng           | Tổng           | 13            | 2             | 3            | 2            | —             | —             | —       | —       | 16    | 4    |
| Baník Ostrava  | 2014–15        | Giải VĐ CH Séc | 9             | 2             | 0            | 0            | —             | —             | —       | —       | 9     | 2    |
| Baník Ostrava  | Tổng           | Tổng           | 9             | 2             | 0            | 0            | —             | —             | —       | —       | 9     | 2    |
| Mladá Boleslav | 2015–16        | Giải VĐ CH Séc |               |               |              |              | —             | —             | —       | —       |       |      |
| Mladá Boleslav | Tổng           | Tổng           |               |               |              |              | —             | —             | —       | —       |       |      |
| Tổng sự nghiệp | Tổng sự nghiệp | Tổng sự nghiệp | 349           | 115           | 14           | 6            | 14            | 5             | 49      | 16      | 427   | 142  |

### Đội tuyển quốc gia

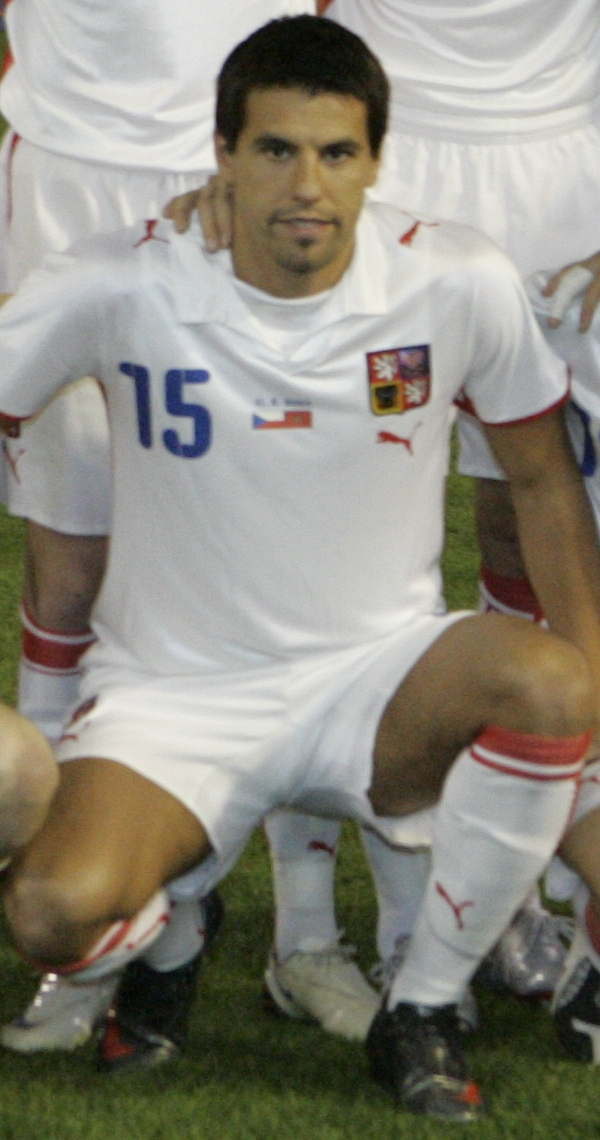
Baroš trong mùa áo đội tuyển quốc gia CH Séc

| Đội tuyển quốc gia Cộng hòa Séc | Đội tuyển quốc gia Cộng hòa Séc | Đội tuyển quốc gia Cộng hòa Séc |
| Năm                             | Trận                            | Bàn                             |
| ------------------------------- | ------------------------------- | ------------------------------- |
| 2001                            | 8                               | 4                               |
| 2002                            | 6                               | 4                               |
| 2003                            | 7                               | 4                               |
| 2004                            | 13                              | 9                               |
| 2005                            | 11                              | 5                               |
| 2006                            | 8                               | 4                               |
| 2007                            | 8                               | 1                               |
| 2008                            | 9                               | 1                               |
| 2009                            | 8                               | 6                               |
| 2010                            | 1                               | 0                               |
| 2011                            | 7                               | 1                               |
| 2012                            | 7                               | 2                               |
| Tổng cộng                       | 93                              | 41                              |

### Bàn thắng quốc tế
Bàn thắng của CH Séc liệt kê trước.
| #   | Ngày                 | Địa điểm                                                       | Trận thứ | Đối thủ          | Ghi bàn | Kết quả | Giải đấu                 |
| --- | -------------------- | -------------------------------------------------------------- | -------- | ---------------- | ------- | ------- | ------------------------ |
| 1.  | 25 tháng 4 năm 2001  | Sân vận động Letná, Praha, Cộng hòa Séc                        | 1        | Bỉ               | 1–1     | 1–1     | Giao hữu                 |
| 2.  | 6 tháng 6 năm 2001   | Na Stínadlech, Teplice, Cộng hòa Séc                           | 2        | Bắc Ireland      | 3–1     | 3–1     | Vòng loại World Cup 2002 |
| 3.  | 5 tháng 9 năm 2001   | Na Stínadlech, Teplice, Cộng hòa Séc                           | 5        | Malta            | 3–2     | 3–2     | Vòng loại World Cup 2002 |
| 4.  | 6 tháng 10 năm 2001  | Sân vận động Letná, Praha, Cộng hòa Séc                        | 6        | Bulgaria         | 6–0     | 6–0     | Vòng loại World Cup 2002 |
| 5.  | 6 tháng 9 năm 2002   | Sân vận động Letná, Praha, Cộng hòa Séc                        | 12       | Nam Tư           | 3–0     | 5–0     | Giao hữu                 |
| 6.  | 6 tháng 9 năm 2002   | Sân vận động Letná, Praha, Cộng hòa Séc                        | 12       | Nam Tư           | 5–0     | 5–0     | Giao hữu                 |
| 7.  | 16 tháng 10 năm 2002 | Na Stínadlech, Teplice, Cộng hòa Séc                           | 13       | Belarus          | 2–0     | 2–0     | Vòng loại Euro 2004      |
| 8.  | 20 tháng 11 năm 2002 | Na Stínadlech, Teplice, Cộng hòa Séc                           | 14       | Thụy Điển        | 3–2     | 3–2     | Giao hữu                 |
| 9.  | 12 tháng 2 năm 2003  | Stade de France, Saint-Denis, Pháp                             | 15       | Pháp             | 2–0     | 2–0     | Giao hữu                 |
| 10. | 30 tháng 4 năm 2003  | Na Stínadlech, Teplice, Cộng hòa Séc                           | 18       | Thổ Nhĩ Kỳ       | 4–0     | 4–0     | Giao hữu                 |
| 11. | 6 tháng 9 năm 2003   | Sân vận động Dinamo, Minsk, Belarus                            | 20       | Belarus          | 2–1     | 3–1     | Vòng loại Euro 2004      |
| 12. | 10 tháng 9 năm 2003  | Toyota Arena, Praha, Cộng hòa Séc                              | 21       | Hà Lan           | 3–1     | 3–1     | Vòng loại Euro 2004      |
| 13. | 31 tháng 3 năm 2004  | Lansdowne Road, Dublin, Cộng hòa Ireland                       | 22       | Cộng hòa Ireland | 1–1     | 1–2     | Giao hữu                 |
| 14. | 2 tháng 6 năm 2004   | Toyota Arena, Praha, Cộng hòa Séc                              | 24       | Bulgaria         | 1–0     | 3–1     | Giao hữu                 |
| 15. | 6 tháng 6 năm 2004   | Na Stínadlech, Teplice, Cộng hòa Séc                           | 25       | Estonia          | 1–0     | 2–0     | Giao hữu                 |
| 16. | 6 tháng 6 năm 2004   | Na Stínadlech, Teplice, Cộng hòa Séc                           | 25       | Estonia          | 2–0     | 2–0     | Giao hữu                 |
| 17. | 15 tháng 6 năm 2004  | Sân vận động Thành phố Aveiro, Aveiro, Bồ Đào Nha              | 26       | Latvia           | 1–1     | 2–1     | Euro 2004                |
| 18. | 19 tháng 6 năm 2004  | Sân vận động Thành phố Aveiro, Aveiro, Bồ Đào Nha              | 27       | Hà Lan           | 2–2     | 3–2     | Euro 2004                |
| 19. | 23 tháng 6 năm 2004  | Sân vận động José Alvalade, Lisboa, Bồ Đào Nha                 | 28       | Đức              | 2–1     | 2–1     | Euro 2004                |
| 20. | 27 tháng 6 năm 2004  | Sân vận động Dragão, Porto, Bồ Đào Nha                         | 29       | Đan Mạch         | 2–0     | 3–0     | Euro 2004                |
| 21. | 27 tháng 6 năm 2004  | Sân vận động Dragão, Porto, Bồ Đào Nha                         | 29       | Đan Mạch         | 3–0     | 3–0     | Euro 2004                |
| 22. | 12 tháng 2 năm 2005  | Na Stínadlech, Teplice, Cộng hòa Séc                           | 36       | Phần Lan         | 1–0     | 4–3     | Vòng loại World Cup 2006 |
| 23. | 30 tháng 3 năm 2005  | Sân vận động Comunal d'Aixovall, Andorra la Vella, Andorra     | 37       | Andorra          | 2–0     | 4–0     | Vòng loại World Cup 2006 |
| 24. | 4 tháng 6 năm 2005   | Sân vận động Nisy, Liberec, Cộng hòa Séc                       | 38       | Andorra          | 5–1     | 8–1     | Vòng loại World Cup 2006 |
| 25. | 8 tháng 6 năm 2005   | Na Stínadlech, Teplice, Cộng hòa Séc                           | 39       | Macedonia        | 6–1     | 6–1     | Vòng loại World Cup 2006 |
| 26. | 7 tháng 9 năm 2005   | Sân vận động Andrův, Olomouc, Cộng hòa Séc                     | 42       | Armenia          | 3–0     | 4–1     | Vòng loại World Cup 2006 |
| 27. | 26 tháng 5 năm 2006  | Tivoli-Neu, Innsbruck, Áo                                      | 47       | Ả Rập Xê Út      | 1–0     | 2–0     | Giao hữu                 |
| 28. | 7 tháng 10 năm 2006  | Sân vận động Nisy, Liberec, Cộng hòa Séc                       | 51       | San Marino       | 3–0     | 7–0     | Vòng loại Euro 2008      |
| 29. | 7 tháng 10 năm 2006  | Sân vận động Nisy, Liberec, Cộng hòa Séc                       | 51       | San Marino       | 7–0     | 7–0     | Vòng loại Euro 2008      |
| 30. | 15 tháng 11 năm 2006 | Toyota Arena, Praha, Cộng hòa Séc                              | 53       | Đan Mạch         | 1–1     | 1–1     | Giao hữu                 |
| 31. | 24 tháng 3 năm 2007  | Toyota Arena, Praha, Cộng hòa Séc                              | 55       | Đức              | 1–2     | 1–2     | Vòng loại Euro 2008      |
| 32. | 20 tháng 8 năm 2008  | Sân vận động Wembley, Luân Đôn, Anh                            | 66       | Anh              | 1–0     | 2–2     | Giao hữu                 |
| 33. | 12 tháng 8 năm 2009  | Na Stínadlech, Teplice, Cộng hòa Séc                           | 74       | Bỉ               | 2–1     | 3–1     | Giao hữu                 |
| 34. | 5 tháng 9 năm 2009   | Tehelné pole, Bratislava, Slovakia                             | 75       | Slovakia         | 2–2     | 2–2     | Vòng loại World Cup 2010 |
| 35. | 9 tháng 9 năm 2009   | Sân vận động bóng đá Thành phố, Uherske Hradiste, Cộng hòa Séc | 76       | San Marino       | 1–0     | 7–0     | Vòng loại World Cup 2010 |
| 36. | 9 tháng 9 năm 2009   | Sân vận động bóng đá Thành phố, Uherske Hradiste, Cộng hòa Séc | 76       | San Marino       | 2–0     | 7–0     | Vòng loại World Cup 2010 |
| 37. | 9 tháng 9 năm 2009   | Sân vận động bóng đá Thành phố, Uherske Hradiste, Cộng hòa Séc | 76       | San Marino       | 3–0     | 7–0     | Vòng loại World Cup 2010 |
| 38. | 9 tháng 9 năm 2009   | Sân vận động bóng đá Thành phố, Uherske Hradiste, Cộng hòa Séc | 76       | San Marino       | 5–0     | 7–0     | Vòng loại World Cup 2010 |
| 39. | 29 tháng 3 năm 2011  | Sân vận động Střelecký ostrov, České Budějovice, Cộng hòa Séc  | 81       | Liechtenstein    | 1–0     | 2–0     | Vòng loại Euro 2012      |
| 40. | 29 tháng 2 năm 2012  | Sân vận động Aviva, Dublin, Cộng hòa Ireland                   | 87       | Cộng hòa Ireland | 1–0     | 1–1     | Giao hữu                 |
| 41. | 26 tháng 5 năm 2012  | Profertil Arena, Hartberg, Áo                                  | 88       | Israel           | 1–0     | 2–1     | Giao hữu                 |

## Danh hiệu

### Câu lạc bộ
Liverpool
- Cúp Liên đoàn bóng đá Anh: 2003
- UEFA Champions League: 2005

Olympique Lyon
- Ligue 1: 2007
- Siêu cúp bóng đá Pháp: 2007

Portsmouth
- Cúp FA: 2008

Galatasaray
- Süper Lig: 2011–12
- Siêu cúp bóng đá Thổ Nhĩ Kỳ: 2012

### Đội tuyển quốc gia
- Giải vô địch bóng đá U-21 châu Âu: 2002

### Cá nhân
- Chiếc giày vàng Euro 2004
- Đội hình tiêu biểu Euro 2004
- Vua phá lưới Süper Lig 2008-09: 20 bàn